# 정동만
정동만(鄭東萬, 1965년 7월 18일~)은 대한민국의 정치인으로 제21·22대 국회의원이다.

## 학력
- 칠암국민학교 졸업
- 장안중학교 졸업
- 부산대학교 사범대학 부설고등학교 졸업
- 대구대학교 산업복지학 학사
- 2005~2007 부산대학교 경영대학원 경영학 석사

## 경력
- 2002. 1.~2002. 12. 부산기장 청년회의소 회장
- 2010. 6. 2. 제5회 전국동시지방선거 당선(민선 5기, 부산광역시 기장군의회 의원, 부산 기장군 가 선거구), 무소속, 초선)
- 2010. 7.~2014. 6. 제6대 부산광역시 기장군의회 의원(민선 5기, 무소속→한나라당→새누리당, 초선)
- 2015. 10. 28. 2015년 하반기 재보궐선거 당선(민선 6기, 부산광역시의회 의원, 부산 기장군 제1선거구, 새누리당, 초선)
- 2015. 10.~2018. 4. 제7대 부산광역시의회 의원(민선 6기, 부산 기장군 제1선거구, 새누리당→자유한국당, 초선)
- 2020. 4. 15. 대한민국 제21대 국회의원 선거 당선(부산 기장군, 미래통합당, 초선)
- 2020. 6.~2020. 9. 미래통합당 부산광역시당 기장군 당원협의회 위원장
- 2020. 6. 아시아인권의원연맹 사무총장
- 2020. 9.~ 국민의힘 부산광역시당 기장군 당원협의회 위원장
- 2020. 10. 국민의힘 정책위원회 정부정책 감시 특별위원회 위원
- 2021. 3.~2021. 4. 2021년 재보궐선거 국민의힘 부산광역시당 부산광역시장 보궐선거 선거대책위원회 총괄본부장
- 2021. 5.~2022. 4. 국민의힘 원내부대표
- 2021. 8. 국민의힘 국회부의장 및 상임위원장 선출 선거관리위원회 위원
- 2021. 10.~2021. 11. 제20대 대통령 선거 국민의힘 윤석열 대통령 경선후보 국민캠프 지역본부 권역별 선거대책위원회 부산광역시 선거대책위원회 공동선거대책위원장
- 2021. 12.~2022. 1. 제20대 대통령 선거 국민의힘 윤석열 대통령 후보 선거대책위원회 조직총괄본부 조직2본부장
- 2022. 1.~2022. 3. 제20대 대통령 선거 국민의힘 부산 살리는 선거대책위원회 선거대책본부 직능총괄본부장 겸 가덕도신공항추진특별위원장
- 2022. 1.~2022. 3. 제20대 대통령 선거 국민의힘 윤석열 대통령 후보 선거대책본부 조직본부 조직본부장
- 2022. 3.~2022. 5. 제20대 대통령직인수위원회 기획위원회 상임기획위원
- 2022. 3.~2022. 5. 제8회 전국동시지방선거 국민의힘 부산광역시당 공천관리위원회 위원
- 2022. 4.~2023. 6. 국민의힘 전국위원회 부의장
- 2022. 5.~2022. 6. 제8회 전국동시지방선거 국민의힘 부산 선거대책위원회 공동 선대본부장
- 2023. 4.~2024. 12. 국민의힘 대외협력위원장
- 2023. 9.~2025. 7. 국민의힘 부산광역시당 수석부위원장
- 2024. 3.~2024. 4. 제22대 국회의원 선거 국민의힘 부산광역시당 선거대책위원회 종교대책본부장
- 2024. 4. 10. 대한민국 제22대 국회의원 선거 당선(부산 기장군, 국민의힘, 재선)
- 2024. 6.~2024. 7. 국민의힘 정책위원회 산하 시급한 민생 현안 해결을 위한 에너지특별위원회 위원
- 2024. 8.~2025. 6.: 국민의힘 정책위원회 산하 원전산업지원특별위원회 위원
- 2024. 9.~2024. 10.: 2024년 하반기 재보궐선거 국민의힘 부산광역시당 부산광역시 금정구청장 보궐선거 선거대책위원회 중소기업·소상공인지원본부장
- 2024. 12.~: 국민의힘 제주공항 여객기 사고 수습 TF 위원
- 2025. 1.~2025. 7.: 국민의힘 부산광역시당 위원장 직무대행
- 2025. 5.~2025. 6.: 제21대 대통령 선거 국민의힘 김문수 대통령 후보 부산 선거대책위원회 공동선거대책위원장 겸 총괄선대본부장
- 2025. 7.~: 국민의힘 부산광역시당 위원장

### 의정 활동
- 2020. 5.~2024. 5. 제21대 국회의원(부산 기장군, 미래통합당→국민의힘, 초선)
  - 2020. 7.~2022. 5. 제21대 국회 전반기 국토교통위원회 위원
  - 2020. 7.~2024. 5. 국회인권포럼 구성의원
  - 2020. 7.~2024. 5. 국회 대중문화 미디어 연구회 구성의원
  - 2020. 7.~2024. 5. 국가에너지정책 포럼 구성의원
  - 2020. 9.~2022. 5. 제21대 국회 전반기 국토교통위원회 국토법안심사소위원회 위원
  - 2020. 9.~2022. 5. 제21대 국회 전반기 국토교통위원회 예산결산기금심사소위원회 위원
  - 2021. 4.~2021. 4. 제21대 국회 대법관(천대엽) 임명동의에 관한 인사청문특별위원회 위원
  - 2021. 7.~2022. 1. 제21대 국회 전반기 예산결산특별위원회 위원
  - 2021. 7.~2022. 1. 제21대 국회 전반기 예산결산특별위원회 예산안등조정소위원회 위원
  - 2022. 3.~2022. 5. 제21대 국회 전반기 예산결산특별위원회 위원
  - 2022. 7.~2024. 5. 제21대 국회 후반기 국토교통위원회 위원
    - 제21대 국회 후반기 국토교통위원회 교통법안심사소위원회 위원
    - 제21대 국회 후반기 국토교통위원회 청원심사소위원회 위원
    - 제21대 국회 후반기 국토교통위원회 예산결산기금심사소위원회 위원

  - 2024. 5.~2024. 5. 제21대 국회 후반기 법제사법위원회 위원
  - 2024. 5.~2024. 5. 제21대 국회 후반기 국토교통위원회 위원
- 2024. 5.~ 제22대 국회의원(부산 기장군, 국민의힘, 재선)
  - 2024. 6.~ 제2기 국회지역균형발전포럼 연구위원
  - 2024. 6.~2025. 5. 제22대 국회 전반기 행정안전위원회 위원
    - 제22대 국회 전반기 행정안전위원회 법안심사제2소위원회 위원

  - 국회 글로벌외교안보포럼 구성의원
  - 디지털경제3.0포럼 구성의원
  - 국회 대중문화미디어연구회 구성의원
  - 2025. 5.~ 제22대 국회 전반기 산업통상자원중소벤처기업위원회 위원

## 역대 선거 결과
|  | 34.27% |

|  | 45.96% |

|  | 19.29% |

|  | 49.63% |

|  | 52.33% |

## 소속 정당
| 소속 정당 | 소속 정당  | 소속 기간 | 비고      |
| --------- | ---------- | --------- | --------- |
|           | 무소속     | 2010~2013 | 정계 입문 |
|           | 새누리당   | 2013~2017 | 입당      |
|           | 자유한국당 | 2017~2020 | 당명 변경 |
|           | 미래통합당 | 2020      | 합당      |
|           | 국민의힘   | 2020~현재 | 당명 변경 |

## 같이 보기
- 기장군 (선거구)
- 부산 기장군의 국회의원